# Брајсах на Рајни
Брајсах ам Рајн (њем. Breisach am Rhein) град је у њемачкој савезној држави Баден-Виртемберг. Једно је од 50 општинских средишта округа Брајсгау-Хохшварцвалд. Посједује регионалну шифру (AGS) 8315015, NUTS (DE132) и LOCODE (DE BSH) код.

## Географски и демографски подаци
Град се налази на надморској висини од 225 метара. Површина општине износи 54,6 km². У самом граду је, према процјени из 2010. године, живјело 14.324 становника. Просјечна густина становништва износи 262 становника/km².

## Међународна сарадња
| Мјесто      | Држава    | Врста сарадње | Од    |
| ----------- | --------- | ------------- | ----- |
| Освјенћим   | Пољска    | партнерство   | 2009. |
| Локаст Вали | САД       | контакт       | 1950. |
| Сен Луј     | Француска | партнерство   | 1960. |
|             | Француска | контакт       | 1983. |
| Бисхајм     | Француска | контакт       | 1983. |
| Извор       |           |               |       |